# ایمی‌پنم/سیلاستاتین/رلباکتام

ساختار شیمیایی ایمی‌پنم

ایمی‌پنم/سیلاستاتین/رلباکتام(به انگلیسی: Imipenem/cilastatin/relebactam)، که با نام تجاری Recarbrio فروخته می‌شود، یک داروی ترکیبی از سه ماده موثره ایمی‌پنم، سیلاستاتین و رلباکتام است که به عنوان آنتی‌بیوتیک استفاده می‌شود. در سال ۲۰۱۹، این آنتی‌بیوتیک برای استفاده در ایالات متحده و در درمان عفونت‌های شدید ادراری و عفونت‌های شدید داخل شکمی تایید شد. این دارو به صورت تزریق داخل وریدی تجویز می‌شود.